# 611

## Esdeveniments
- Ravenna (Itàlia): Esmaragd deixa l'Exarcat de la regió i és substituït per Joan I Lemigi.
- Kanat dels Turcs Occidentals (Àsia central): El pretendent Tchu-lo, que controlava la part oriental, es retira i Che-kuei reunifica el kanat, amb el suport dels xinesos.
- Bregenz (Suàbia): El monjo Columbà hi funda un monestir que es regirà per la regla del seu orde.

## Naixements
- Reggio de Calàbria (Itàlia): Lleó II, papa. (m. 683)